# Dąbrowski III
Dąbrowski – odmiana herbu szlacheckiego Dołęga.

## Opis herbu
Opis zgodnie z klasycznymi regułami blazonowania:
W polu błękitnym na podkowie srebrnej krzyż złoty kawalerski, między ocelami zaś strzała czerwona. U szczytu proporzec czerwony ze skrzydłem orlim czarnym.

## Najwcześniejsze wzmianki
Herb został potwierdzony przez króla Zygmunta Augusta w 1553 a oblatowany  w Lublinie w roku 1632.

## Herbowni
Dąbrowski.